# Preizkus pripravljenosti otrok za šolo
Preizkus pripravljenosti otrok za šolo je psihološki preizkus, s katerim psihologi merijo različne sposobnosti otrok. Na podlagi dosežkov na tem preizkusu psihologi lahko ocenijo, ali je posamezen otrok sposoben začeti šolanje v osnovni šoli. Pri oblikovanju take ocene upoštevajo še druge otrokove lastnosti in se odločajo skupaj s starši in drugimi strokovnjaki, ali bo otrok šel v osnovno šolo predčasno, ob času, leto kasneje, ali bo potreboval prilagoditve ali pa se ne bo mogel šolati v redni osnovni šoli.
Od leta 1981 je mala šola obvezna za vse otroke pred vstopom v osnovno šolo. Različne raziskave so pokazale, da so otroci v tem obdobju zelo dovzetni za spodbude iz okolja. Vključevanje v malo šolo je pomembno predvsem za otroke, ki odraščajo v premalo spodbudnem okolju in ne morejo optimalno razviti svojih sposobnosti in drugih osebnostnih lastnosti. Pripravljenost za šolo vključuje sposobnosti, da otrok lahko sledi šolanju, in čustvene, motivacijske ter socialne faktorje, ki uravnavajo napredek. Otroci v psihofizičnem razvoju različno hitro dosežejo stopnjo pripravljenosti za vstop v šolo, zato se jim je potrebno v osnovni šoli prilagoditi.

## Razvoj preizkusa
Avtor originalne verzije Preizkusa pripravljenosti otrok za šolo je psiholog prof. dr. Ivan Toličič, preizkus pa je prvič izšel leta 1986. Založil in izdal ga je Center za psihodiagnostična sredstva  Arhivirano 2009-04-12 na Wayback Machine.. Predhodnik Preizkusa pripravljenosti otrok za šolo je bil Test šolskih novincev istega avtorja, ki je izšel leta 1966. Test je bil preveden in prirejen za Italijo, izšel je leta 1970, pri Organizzazioni speciali Firenze, avtorja priredbe sta bila Carolina Stopper in Daniel Sedmak. Mirjana Krizmanič je prevedla priročnik v srbohrvaščino. Naloge Testa za šolske novince so po 20 letih postale preveč znane, zato se je avtor odločil, da bo ustvaril nov preizkus.
Podlestvice na preizkusu so:
- Govorno razumevanje
- Grafomotorične sposobnosti
- Rezoniranje
- Dojemanje količin

## Uporaba

### Testiranje
Preizkus lahko kupijo in uporabijo le univerzitetni diplomirani psihologi in psihologi-pedagogi. V osemletni osnovni šoli otroci, ki so bili od 1. marca do 30. avgusta stari 6 let, še niso bili šoloobvezni, na željo staršev pa so lahko otroke vključili v šolo, preden so postali šoloobvezni. V devetletnem izobraževanju so šoloobvezni vsi, ki so v koledarskem letu stari 6 let. Preizkus se na željo staršev ali zdravstvene službe uporablja predvsem zaradi odložitve šolanja za eno leto, če otrok doseže nizek rezultat.
Preizkus je sestavljen iz 5 preizkusov. Izvaja se ga lahko individualno ali skupinsko. V skupini do 14 otrok  za izvedbo psiholog potrebuje pomoč pomočnika, medtem ko v skupini do 8 otrok preizkus lahko izvaja sam. Preizkus traja približno 45 minut. Za vrednotenje porabi psiholog 10 do 15 minut. Med preizkusom psiholog po določenih kriterijih opazuje otroka(-e).

### Rezultati in svetovanje staršem
Psiholog se o pripravljenosti otroka za vstop v šolo odloča na podlagi skupnega rezultata na preizkusu in na podlagi rezultatov, ki jih otrok doseže na posameznem preizkusu. Če so starši želeli, da bi otrok šel v osemletno šolo predčasno, je psiholog postavil visok kriterij, ki ga je moral otrok doseči. Visoki so morali biti dosežki na večini podtestov, na nobenem od podtestov dosežek ni smel biti podpovprečen. Če so želeli starši otroka predčasno všolati, jih  je psiholog ob prenizkem dosežku opozoril, da morda otrok v šoli ne bo tako uspešen, kot bi sami pričakovali. Pri odločitvi je psiholog upošteval tudi informacije vzgojiteljice o otroku, podatke iz anamneze, podatke iz razgovora s starši in zdravnikovo poročilo.
S preizkusom v devetletni osnovni šoli želimo odkriti predvsem otroke z nizkimi dosežki. Pri otrocih z zelo nizkim dosežkom lahko pričakujemo, da v osnovni šoli ne bodo uspešni, zato se opravi podrobnejši psihološki pregled. Dokumentacijo se preda komisiji, ki odloča, ali se bo otrok šolal v redni osnovni šoli. Nizek dosežek  je lahko posledica bolezni, slabe telesne razvitosti ali drugih okoljskih dejavnikov. V primeru nizkega dosežka se šolanje odloži za eno leto in se otrok vključi v nazaj v vrtec. V enem letu lahko napreduje in potem normalno deluje v šoli. Otroci z relativno nizkim dosežkom so vključeni v redno šolanje, vendar se zanje oblikujejo določene prilagoditve pri poučevanju in individualno spremljanje. S sodelovanjem učitelja, staršev in psihologa lahko otrok že v prvem razredu veliko doseže.

### Razvoj v prihodnosti
Vedeti je potrebno, da je preizkus že precej star (danes je še vedno v uporabi verzija preizkusa iz 1986) in bi ga bilo potrebno za ustrezno uporabo v današnjem času in okolju spremeniti. Preizkus je bil razvit za namene všolanja 7-letnikov v osemletno osnovno šolo, medtem ko se danes otroci v devetletno šolo všolajo že pri šestih letih in zatorej s preizkusom preizkušamo leto mlajše otroke. Poleg tega je bilo ugotovljeno, da ima preizkus več pomanjkljivosti: današnji otroci npr. ne prepoznavajo enoznačno posameznih slik, slike so zastarele itd. Zato bi bilo potrebno preizkus posodobiti in na novo izdelati norme.